# Sainte-Agnès (Jura)
Sainte-Agnès és un municipi francès situat al departament del Jura i a la regió de Borgonya - Franc Comtat. L'any 2007 tenia 298 habitants.

## Demografia

### Població
El 2007 la població de fet de Sainte-Agnès era de 298 persones. Hi havia 132 famílies de les quals 44 eren unipersonals (20 homes vivint sols i 24 dones vivint soles), 40 parelles sense fills, 40 parelles amb fills i 8 famílies monoparentals amb fills.
La població ha evolucionat segons el següent gràfic:
Habitants censats

### Habitatges
El 2007 hi havia 155 habitatges, 128 eren l'habitatge principal de la família, 9 eren segones residències i 18 estaven desocupats. 136 eren cases i 19 eren apartaments. Dels 128 habitatges principals, 102 estaven ocupats pels seus propietaris i 26 estaven llogats i ocupats pels llogaters; 3 tenien una cambra, 9 en tenien dues, 23 en tenien tres, 33 en tenien quatre i 60 en tenien cinc o més. 89 habitatges disposaven pel capbaix d'una plaça de pàrquing. A 45 habitatges hi havia un automòbil i a 66 n'hi havia dos o més.

### Piràmide de població
La piràmide de població per edats i sexe el 2009 era:
| Homes | Edats   | Dones |
| ----- | ------- | ----- |
| 0     | 95 o +  | 0     |
| 4     | 90 a 94 | 4     |
| 4     | 85 a 89 | 4     |
| 0     | 80 a 84 | 4     |
| 4     | 75 a 79 | 0     |
| 12    | 70 a 74 | 8     |
| 4     | 65 a 69 | 12    |
| 0     | 60 a 64 | 4     |
| 0     | 55 a 59 | 0     |
| 16    | 50 a 54 | 8     |
| 16    | 45 a 49 | 8     |
| 12    | 40 a 44 | 20    |
| 12    | 35 a 39 | 16    |
| 8     | 30 a 34 | 4     |
| 12    | 25 a 29 | 8     |
| 0     | 20 a 24 | 8     |
| 12    | 15 a 19 | 12    |
| 20    | 10 a 14 | 4     |
| 16    | 5 a 9   | 12    |
| 0     | 0 a 4   | 4     |

## Economia
El 2007 la població en edat de treballar era de 205 persones, 152 eren actives i 53 eren inactives. De les 152 persones actives 145 estaven ocupades (77 homes i 68 dones) i 7 estaven aturades (5 homes i 2 dones). De les 53 persones inactives 13 estaven jubilades, 22 estaven estudiant i 18 estaven classificades com a «altres inactius».

### Ingressos
El 2009 a Sainte-Agnès hi havia 137 unitats fiscals que integraven 322 persones, la mediana anual d'ingressos fiscals per persona era de 16.778,5 €.

### Activitats econòmiques
Dels 5 establiments que hi havia el 2007, 1 era d'una empresa alimentària, 1 d'una empresa de construcció, 1 d'una empresa de comerç i reparació d'automòbils, 1 d'una entitat de l'administració pública i 1 d'una empresa classificada com a «altres activitats de serveis».
L'únic servei als particulars que hi havia el 2009 era una lampisteria.
L'únic establiment comercial que hi havia el 2009 era una fleca.
L'any 2000 a Sainte-Agnès hi havia 12 explotacions agrícoles que ocupaven un total de 230 hectàrees.

## Poblacions més properes
El següent diagrama mostra les poblacions més properes.